# IC 1109
IC 1109 је елиптична галаксија у сазвјежђу Змија која се налази на листи објеката дубоког неба у Индекс каталогу.
Деклинација објекта је + 5° 15' 24" а ректасцензија 15h 17m 3,9s. Привидна величина (магнитуда) објекта IC 1109 износи 14,2 а фотографска магнитуда 15,2. IC 1109 је још познат и под ознакама CGCG 49-94, NPM1G +05.0461, PGC 54549.